# عمر بن إسماعيل بن علي الحرفوشي

الأمير عمر بن إسماعيل بن علي بن موسى الحرفوشي الخزاعي (1666م: 1683م) هو من أمراء آل حرفوش المشهورين حكام بلاد بعلبك التي امتد حكمهم لها قرابة أربعمائة عام (1480م: 1866م) والذين ينتهي نسبهم إلى حرفوش الخزاعي، من خزاعة العراق، سار جدهم مع سرايا الفتوح واستقر في غوطة دمشق.ولما توجه أبو عبيدة بن الجراح إلى بعلبك عقد للخزاعي راية بقيادة فرقة حيث قال عنهم المرجع السيد محسن الأمين في أعيانه الجزء السابع ص 272 مانصه "دانت بعلبك وقراها بعد ذلك لحكم الامراء بني الحرفوش وهم عائلة من الشيعة كانوا من الباس والسطوة والفروسية في مكان عظيم. امتد نفوذ عائلته من حماه حتى صفد، ومارست تأثيراً مباشراً في ولايات حلب ودمشق وطرابلس (لبنان)". كما كان حكم الحرافشة يشمل أحياناً بالإضافة إلى بعلبك والبقاع سنجق حمص وسنجق صفد وسنجق تدمر ووادي التيم والزبداني،  كما أن ســــجلات تعييـــــــــن التيمــــــــــار (روزنامجي) منذ عام 1555م تذكـــر أن الحرفوشيين كانوا اصحاب إقطاعات في بعلبك ووادي العجم والجولان (السوري حالياً).

أن هذه العائلة حكمت قسماً كبيراً من لبنان، وربما القسم الأكبر مساحة وسكاناً وجباية، بالإضافة إلى المناطق الوسطى من سوريا في فترات كثيرة، ونبغ من أهلها بالإضافة إلى ميادين السيف والحكم والسياسة، أعلام في العلم والفقه والشعر ما لا يمكن طمسه من كتب التراجم، ودواوين الشعر، والذاكرة الشعبية الباقية رغم السنين، وإن ما خلفوه من آثار لا تزال باقية، من القلاع والحصون والمرابط والمساجد والأوقاف. وكان الأمراء الحرافشة يقومون، بالإضافة إلى مهامهم في الحكم، بالولاية الشرعية عليها.

باحة قلعة بعلبك الرئيسية التي إتخذها آل حرفوش مسكناً لهم عند قدومهم أول مرة من الغوطة.

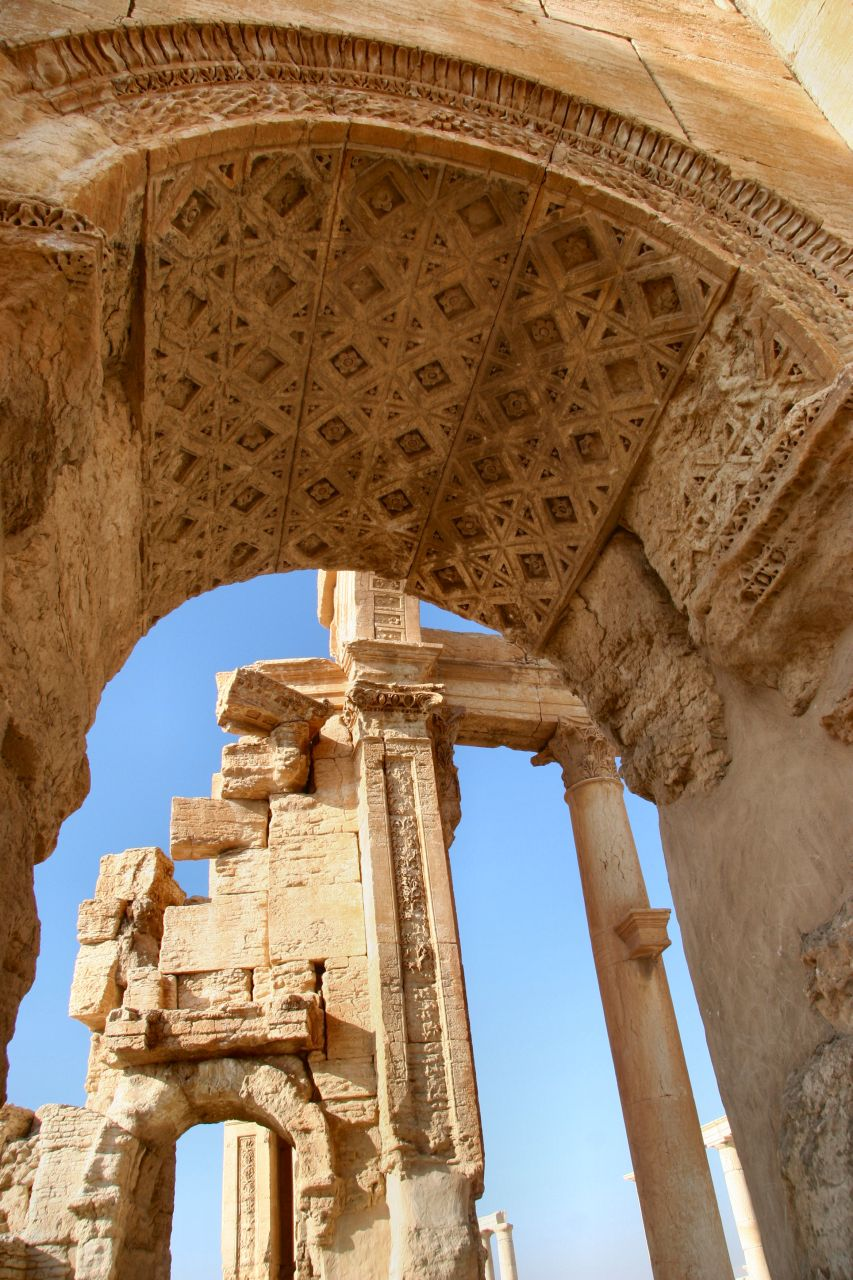
تدمر عاصمة مملكة تدمر التي وصل حكم آل حرفوش لها في بعض الأحيان

## وصوله للحكم

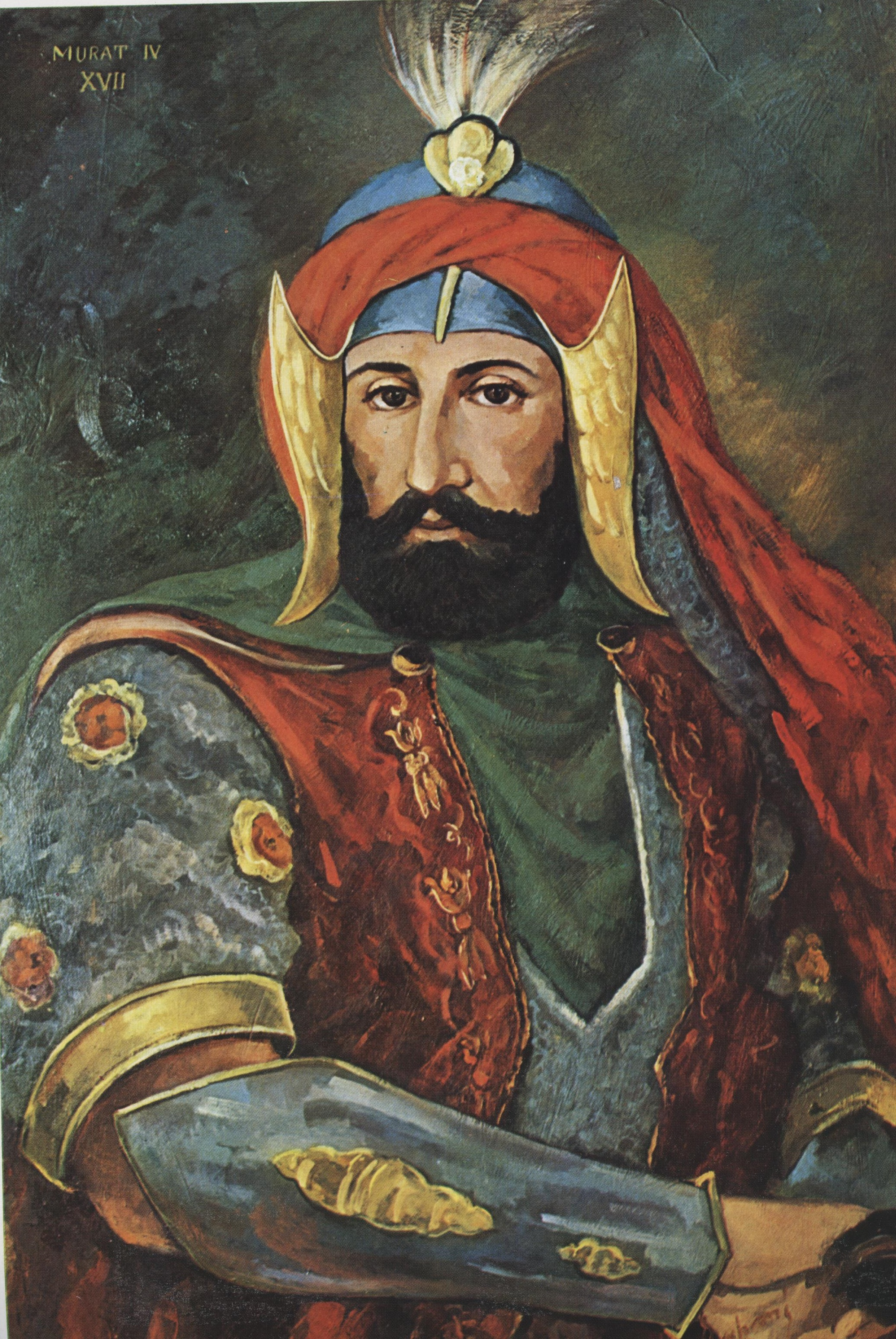
السلطان مراد الرابع

نجح فخر الدين المعني الثاني عن طريق استعمال علاقاته ودسائسه وأمواله في دفع الوزير العثماني إلى القضاء على حياة يونس الحرفوشي في أول سنة (1037 هـ - 1627م)
اختلفت المصادر في تعيين تاريخ وفاة يونس.
إن أعمال التخريب التي إقترفها فخر الدين المعني الثاني ضد قرى البقاع كانت المسمار الأول الذي دق في نعش إمارته وكانت أحد الأسباب التي رفعها الصدر الأعظم خليل باشا إلى السلطان مراد الرابع مبرراً القضاء على فخر الدين.
أوعز خليل باشا إلى أحمد كجك باشا أن يحارب فخر الدين بعد أن أخذ موافقة السلطان مراد الرابع للأسباب التالية:
1. نهب فخر الدين قرى البقاع ودمرها سنة 1623 م. ثم كرر فعله مع طرابلس.
2. شاد قلعتين في حلب وأنطاكيه لنقل تخوم إمارته إلى هناك.
3. تقليد السلطنة ببناء خان للوحوش في بيروت.

وفي سنة 1634 م نهض أحمد كجك باشا بالعساكر إلى خان سعسع واستدعى الأميرين حسين ومحمد ولدي يونس الحرفوشي وأقرهما على بلاد بعلبك بلا مراقبة فخر الدين وإشرافه ودعاهما إلى مساندته، حيث تولى حسين البقاع البعلبكي ومحمد البقاع العزيزي،
 فشاركا الأميرين في الإنتقام من المعني الذي دمر بلاد بعلبك وقلعتها وتسبب بقتل والدهما. واجتاحت قوات أحمد كجك بلاد فخر الدين الذي وقع في أسر الباشا فأنفذه مع أولاده إلى إسلامبول حيث قتل في 3 نيسان سنة 1635 م.

و بقيا الأميرين حسين ومحمد في الحكم على الأرجح حتى وفاة حسين سنة 1656 م. ويبدو أن الأمور قد استقرت بعدهما على الأمير عمر الذي كان أميراً سنة 1666م، كما يظهر في قصيدة شهيرة يؤرخ فيها الشاعر عبد الرحمن التاجي البعلبكي انتهاء بناء القصر له
و قد بقي هذا الأمير في الحكم رغم ما تخلل مدة حكمه من نزاعات مع أقاربه حتى أول محاولة مأساوية قام بها الشهابيون ووالي الشام لإخراج بعلبك من سلطة الحرافشة وتسمية شهابي حاكماً عليها، وهي المحاولة الأولى التي قام بها الشهابيون للوصول لحكم بعلبك.
«ضمن الأمير فارس شهاب بلاد بعلبك من قبل دولة الشام وطرد منها الأمير عمر بن الحرفوش الذي توجه إلى ناحية بيت حمادة. وفي السابع والعشرين من شهر آب جمع الأمير عمر الرجال ونزل إلى المير فارس فقتله وقتل من جماعته خمسة وخمسين رجلاً من أجاويد وادي التيم.»
الدويهي ص 569. ولم يجرؤ، بعد مقتل فارس، شهابي آخر على التزام بعلبك حتى تلزيمها ملحم شهاب لسنة واحدة 1784م.

«ومن الطبيعي أن يثير هذا الحادث أصداء كبيرة في وادي التيم، فنهض الشهابيون طلباً للثأر وعلى رأسهم أمير حاصبيا موسى وأمير راشيا علي، وصارا يمخرقان في أطراف البقاع، فشعر أحمد المعني بخطورة الأمر وجاء بنفسه إلى بعلبك لمعالجة الوضع ونجح في إجراء مصالحة بين الحرافشة والشهابيين، من أهم بنودها أن يدفع الحرافشة دية الشهابي القتيل وأن لا يسكن الدروز في بلاد بعلبك».
روى ميخائيل ألوف هذه الحادثة مع بعض التباين في تفاصيلها. وروايته أكثر انتشاراً وتداولاً على ألسنة العامة وبطلها هو الأمير شديد الحرفوشي وليس الأمير عمر. ويقول إن الدافع إلى قتل الأمير الشهابي يعود إلى مقتضيات العرض والشرف، لا إلى التنازع على الحكم بين أميرين فقط

## تركه الملك لأخيه
أن الأمير عمر كان مطروداً من بلاده وموجوداً في بلاد كسروان (لبنان) في حمى آل الخازن سنة 1083 هـ (1672م) فكتب بخطه حاشية على قطعة من (وفيات الأعيان) لإبن خلكان موجودة اليوم في مكتبة دير الشير قرب سوق الغرب في مشارف بيروت، وهي من خزانة الشيخ أبي نوفل نادر الخازن ونسخت له سنة 1079هـ (1668م)، والكتابة تدل على أن الأمير عمر ترك الملك لأخيه، ولما كاد حبرها يمحى أصلحها بخطه القس يواكيم المطران البعلبكي سنة (1760م) وهذا نصها: صار منافرة بين سيف الدولة الحمداني وأخيه ناصر الدولة الحمداني الأكبر سناً فقال ناصر الدولة هذه الأبيات:

## عودته للحكم ثم وفاته
طرد من بلاده إلى كسروان سنة 1672م (1083 هـ)«ثم عاد عمر إلى حكم بعلبك، غير أن النزاعات مع أقاربه ما لبثت أن أجبرته على العودة إلى الحماديين مرة أخرى حيث توفي هناك ودفن في طورزيا. وعلى أثر ذلك تمكن الملقب ب» ابن صدقة«الحرفوشي أن يحوز على سنجقية بعلبك وتدمر ووادي التيم ويترك بعلبك تحت حكم شديد شقيق عمر».

### والي طرابلس العثماني وإنتهاكهِ لحرمة الأموات
«وفي سنة 1686 م جاء أمر من الباب العالي إلى علي باشا والي طرابلس مع عبد الله حلبي ابن مخائيل الفرنجي بالركبة على الأمير شديد بن الحرفوش بسبب أنه أخرب عليه قرية رأس بعلبك وأحرق قلعتها فنادى بالركبة عليه واجتمع إليه الأمير بشير بن الشهاب والمقدم قايتباي بن الشاعر ورعد شيخ الضنية وأصحاب الأغراض وساروا إلى بعلبك عن طريق الهرمل أما الأمير شديد فسار إلى بلاد جبيل واحتمى في المشايخ الحمادية».

إن لجوء الأمير شديد هذه المرة إلى جبل لبنان سبب هجوما قاده والي طرابلس علي باشا فأحرق العاقورة وأربعين قرية من قرى العشائر الحمادية وهدم قبر الأمير عمر الحرفوش في طورزيا.